# آزموند ازینوا
آزموند ازینوا (انگلیسی: Osmond Ezinwa؛ زادهٔ ۲۲ نوامبر ۱۹۷۱) دونده دو سرعت اهل نیجریه بود.